# Krajná Poľana
Krajná Poľana (bis 1927 slowakisch „Poľana“; ungarisch Ladomérmező – bis 1907 Krajnópolyana) ist eine Gemeinde im Nordosten der Slowakei mit 227 Einwohnern (Stand 31. Dezember 2024), die im Okres Svidník, einem Kreis des Prešovský kraj, liegt und zur traditionellen Landschaft Šariš gezählt wird.

## Geographie

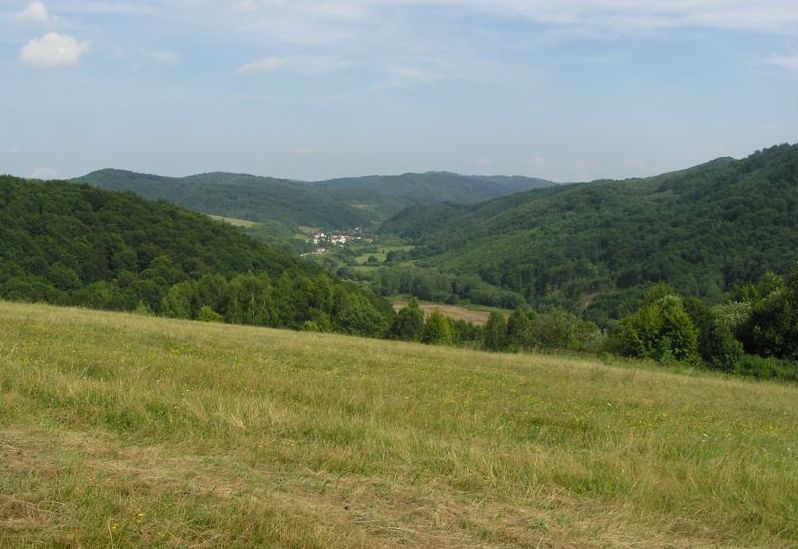
Krajná Poľana

Die Gemeinde befindet sich im Nordteil der Niederen Beskiden an der Mündung des Baches Bodružalík in die Ladomirka, nahe der Staatsgrenze zu Polen. Das Ortszentrum liegt auf einer Höhe von 330 m n.m. und ist 13 Kilometer von Svidník entfernt.
Nachbargemeinden sind Krajná Bystrá im Norden, Nižný Komárnik im Nordosten, Bodružal im Osten, Krajné Čierno im Süden und Hunkovce im Westen.

## Geschichte
Krajná Poľana wurde im Zeitraum zwischen 1573 und 1598 im Herrschaftsgebiet der Burg Makovica gegründet und wurde zum ersten Mal 1618 als Polona alias Polianka Krainaj schriftlich erwähnt. Durch die Flucht von Untertanen im Jahr 1712 entvölkerte sich das Dorf. 1787 hatte die Ortschaft 14 Häuser und 98 Einwohner, 1828 zählte man 20 Häuser und 162 Einwohner, die als Hirten, Hersteller von Holzgegenständen, Viehhalter und Weber beschäftigt waren. 
Bis 1918 gehörte der im Komitat Sáros liegende Ort zum Königreich Ungarn und kam danach zur Tschechoslowakei beziehungsweise heute Slowakei. In der Zeit der ersten tschechoslowakischen Republik arbeiteten die Einwohner in der örtlichen Säge, als Waldarbeiter und als Saisonarbeiter auf umliegenden Großgütern. Während der Schlacht um Duklapass im Spätjahr 1944 wurde ein Großteil des Dorfes zerstört, danach aber wiederaufgebaut.

## Bevölkerung
| Jahr                | 1994 | 2004     | 2014    | 2024    |
| ------------------- | ---- | -------- | ------- | ------- |
| Anzahl der Personen | 245  | 214      | 212     | 227     |
| Unterschied         |      | −12,65 % | −0,93 % | +7,07 % |

| Jahr                | 2023 | 2024 |
| ------------------- | ---- | ---- |
| Anzahl der Personen | 227  | 227  |
| Unterschied         |      | +0 % |

Gemäß der Volkszählung 2011 wohnten in Krajná Poľana 213 Einwohner,  davon 157 Slowaken, 38 Russinen, zwei Roma und ein Tscheche. 15 Einwohner machten keine Angabe zur Ethnie. 
154 Einwohner bekannten sich zur griechisch-katholischen Kirche, 25 Einwohner zur römisch-katholischen Kirche und acht Einwohner zur orthodoxen Kirche. Acht Einwohner waren konfessionslos und bei 18 Einwohnern wurde die Konfession nicht ermittelt.

## Bauwerke und Denkmäler
- griechisch-katholische Kirche Mariä Geburt aus dem Jahr 1925